# Популярен театър
Популярен театър е частен пътуващ театър. Основан е през 1920 г. от Георги Донев. Съществува до 1926 г.
Театърът продължава дейността на основания през 1911 – 1912 г. от М. Герджиков „Популярен театър“, в който играе и Георги Донев. През сезон 1922/1923 г. театърът не функционира. След това продължава дейността си до лятото на 1926 г. Тъй като по-голямата част от артистите, заедно с Георги Донев започват работа във Варненския общински театър.
Актьори в „Популярен театър“ са Мара Тотева, Стефана Гандева, Никола Гандев, И. Касабова, А. Зидаров, Георги Попов, Д. Шишков, Цветана Оджакова, К. Хаджимишев, Т. Ангелова, М. Левиев, Ем. Попова, Ст. Караламбов, А. Тодоров, Щ. Попов, В. Караламбова, Ст. Пенчев, Иван Георгиев, Цв. Арнаудова.